# Flühli
Flühli (toponimo tedesco) è un comune svizzero di 1 785 abitanti del Canton Lucerna, nel distretto di Entlebuch.

## Storia
Il comune di Flühli, che comprende anche la frazione Sörenberg, è stato istituito nel 1836 per scorporo da quello Schüpfheim. 

## Monumenti e luoghi d'interesse
- Chiesa parrocchiale cattolica di San Giuseppe, eretta nel 1782[3].

## Società

### Evoluzione demografica
L'evoluzione demografica è riportata nella seguente tabella:
Abitanti censiti

## Economia
L'economia locale trae impulso principalmente dal settore terziario.

## Infrastrutture e trasporti
Flühli è collegato a Giswil, nel Canton Obvaldo, dal passo Glaubenbühlpass.

## Sport
Stazione sciistica, ha ospitato tra l'altro una tappa della Coppa del Mondo di sci alpino 1987.